# Distretto di Ostrołęka
Il distretto di Ostrołęka (in polacco powiat ostrołęcki) è un distretto polacco appartenente al voivodato della Masovia.

## Geografia antropica

### Suddivisioni amministrative
Il distretto comprende 11 comuni.
- Comuni urbano-rurali: Myszyniec
- Comuni rurali: Baranowo, Czarnia, Czerwin, Goworowo, Kadzidło, Lelis, Łyse, Olszewo-Borki, Rzekuń, Troszyn